# Jasna Klančišar

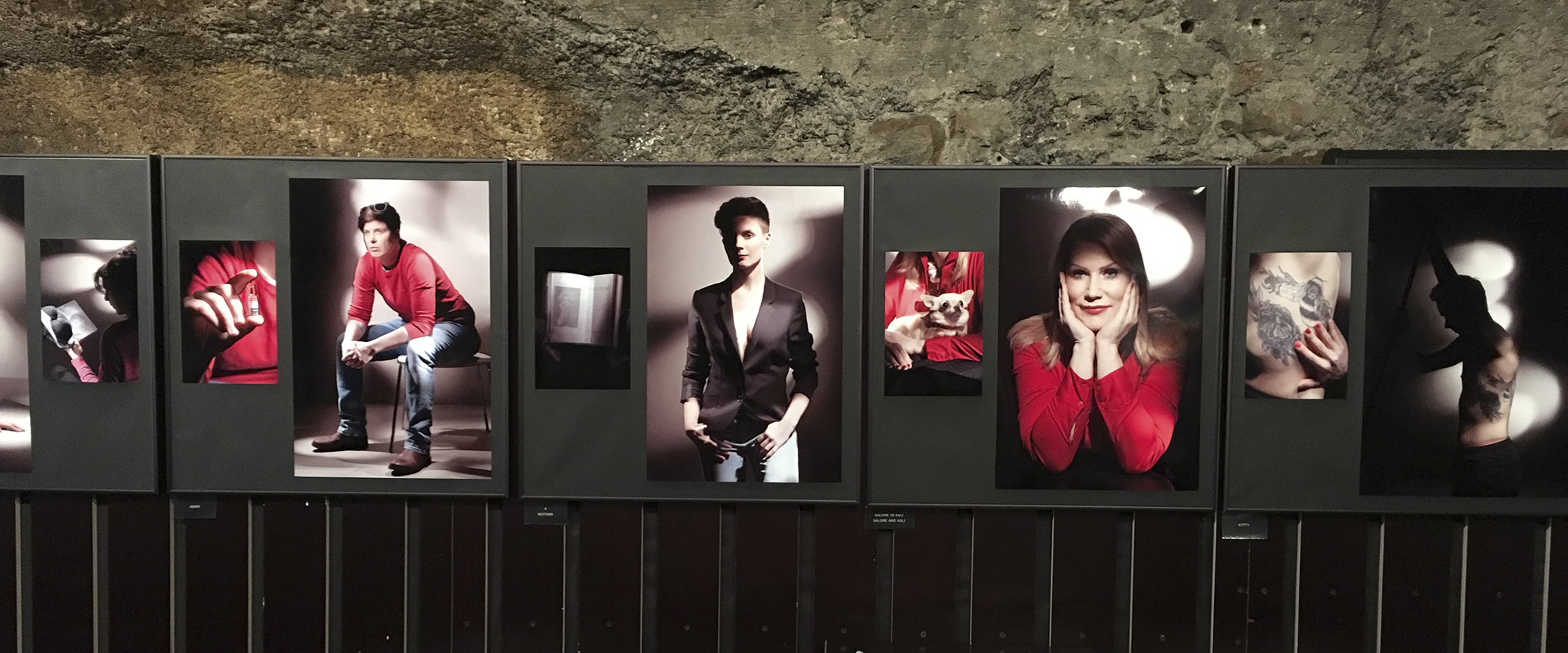
Výstava fotografií autorky

Jasna Klančišar [jásna klančíšar] (* 8. ledna 1973 Lublaň, Slovinsko) je slovinská fotografka, profesorka, kurátorka a LGBT aktivistka.

## Život

### Studium
Navštěvovala Střední školu designu a fotografie v Lublani, obor fotografie (1987–1991). V roce 1999 se přihlásila ke studiu na FAMU v Praze, kde absolvovala v roce 2002 a získala magisterský titul v roce 2004. Během studií předváděla různé fotografické práce a pořádala četné výstavy ve Slovinsku i v zahraničí.

### Workshopy, festivaly a výstavy
V letech 2005 a 2010 vedla kreativní workshopy pro mládež v Mezinárodním centru grafiky v Lublani. V letech 2005 až 2015 spolupracovala s Centrem mládeže Trbovlje, spolkem ŠKUC a spolkem Pride Parade, kde vedla fotografické workshopy a kurzy. Podílela se na tvorbě propagačním vizuálu „Živé knihovny – neposuzujte knihu podle obálky“ ŠKUC Lambda. Působí v mnoha organizačních výborech kulturních festivalů - Sežana Foto Film,  Lesbická čtvrť a Dny rozmanitosti.

### Výuka
Přednáší fotografii na Akademii výtvarných umění AVA, Střední odborné škole Sežana  a GEA College CVŠ. Dosáhla akademického titulu docent.

## Výstavy

### Vybrané samostatné výstavy
- 2017 Lublaň; Atrium radnice v Lublani; 30˝ – portréty transgenderových a cisgenderově nenormativních osob
- 2017 Lublaň; Centrum mládeže Hrastník; 30˝ – portréty transgenderových a cisgenderově nenormativních osob
- 2017 Lublaň; Galerie ŠKUC; 30˝ – portréty transgenderových a cisgenderově nenormativních osob
- 2017 Lublaň; Přízemí; 30˝ – portréty transgenderových a cisgenderově nenormativních osob
- 2015 Buje; Městská galerie Orsola; Nechť poslední tanec je můj tanec
- 2008 Lublaň; Galerie fotografií Tivoli; Přines mi sen
- 2007 Hrastnik; Galerie Delavski dom Hrastnik; Portréty z Hrastniku
- 2003 Praha; Malá galerie; Gymnastika, můj život

### Vybrané skupinové výstavy
- 2020 Lublaň; Pravé atrium radnice; 20 let Pride Parade v Lublani
- 2014 Lublaň; KUD France Prešeren; Prostory, stopy a stíny. (Lesbian Quarter Festival)
- 2014 Lublaň; Historické atrium radnice v Lublani; CELKOVÝ (ne) podíl společnosti
- 2014 Lublaň; Galerie Alcatraz; Očima jejích očí. Momentky lesbicko-feministické produkce
- 2013 Lublaň; Galerie ŠKUC; Nomádi
- 2012 Lublaň; Monokly; Dokumentovaná minulost
- 2009 Lublaň; Galerie Krka v Lublani; SKUPINA
- 2008 Piran; Galerie města Piran; Fotografie, která není
- 2008 Ajdovščina; Galerie Veno Pilon; Tajemství vidění
- 2008 Subotica; Přede mnou a po YoU; Setkání moderní galerie umění Subotica
- 2007 Kranj; Gorenjské muzeum; Studenti fotografie na FAMU v Praze
- 2007 Lendava; Nové F, skupinová show
- 2006 Velenje; Galerie Velenje; Postava na přelomu století
- 2006 Piran; Galerie města Piran; Intimní, skupinová výstava
- 2006 Maribor; Galerie umění Maribor; Nova F
- 2005 Praha; Betlémská kaple; Přistane na okraji
- 2003 Lodž; Mezinárodní festival fotografie v Lodži
- 2001 Lublaň; Jakopičova galerie; Zákon ve Slovinsku
- 2001 Lublaň; KUD France Prešeren; Temná komora.
- 2001 Lublaň, Bělehrad; Centrum pro kulturní dekontaminaci; Temná komora

## Scénická fotografie
- 2004; Od hrobu k hrobu, Jan Cvitkovič
- 2012; Zítra, Drago Graf

## Kurátorka
- 2020 Lublaň; Pravé atrium radnice; 20 let Pride Parade v Lublani
- 2014 Lublaň; KUD France Prešeren; Prostory, stopy a stíny
- 2014 Lublaň; Galerie Alcatraz; Očima jejích očí. Momentky lesbicko-feministické produkce
- 2013 Lublaň; Galerie ŠKUC; Nomádi
- 2012 Lublaň; Monokly; Dokumentovaná minulost